# Cetina (Spanyolország)
Cetina egy község Spanyolországban,  Zaragoza tartományban. Cetina Sisamón, Cabolafuente, Ariza, Embid de Ariza, Alhama de Aragón, Contamina és Jaraba községekkel határos. Lakosainak száma 552 fő (2024).

## Népesség
A település népessége az utóbbi években az alábbiak szerint változott:
| Lakosok száma | 721  | 707  | 693  | 717  | 677  | 666  | 606  | 593  | 570  | 552  |
|               | 2001 | 2004 | 2007 | 2009 | 2012 | 2014 | 2017 | 2019 | 2022 | 2024 |